# Aeroporto d'Engadina
L'Aeroporto d'Engadina (IATA: SMV, ICAO: LSZS), conosciuto anche come Aeroporto di Samedan (in tedesco Flugplatz Samedan, in romancio Eroport da l'Engiadina), è un aeroporto situato nella località di Samedan, in Engadina, a pochi chilometri da Sankt Moritz, nei Grigioni, Svizzera.

## Descrizione
È situato ad un'altitudine di 1707 metri s.l.m.: durante i periodi invernali la neve deve essere rimossa dalla pista. Non vi atterrano aerei di linea.